# 馬隆德韋山
07°24′S 37°18′E / 7.400°S 37.300°E
馬隆德韋山是坦桑尼亞的山峰，位於該國中東部莫羅戈羅區，處於首都多多馬東南面220公里，由米庫米國家公園負責管轄，海拔高度1,290米。